# Physocleora flexilinea
Physocleora flexilinea là một loài bướm đêm trong họ Geometridae.